# Comté de Møre og Romsdal

Carte des trois « pays » du comté. Le Sunnmøre en vert, le Romsdal en violet, et le Nordmøre en bleu.

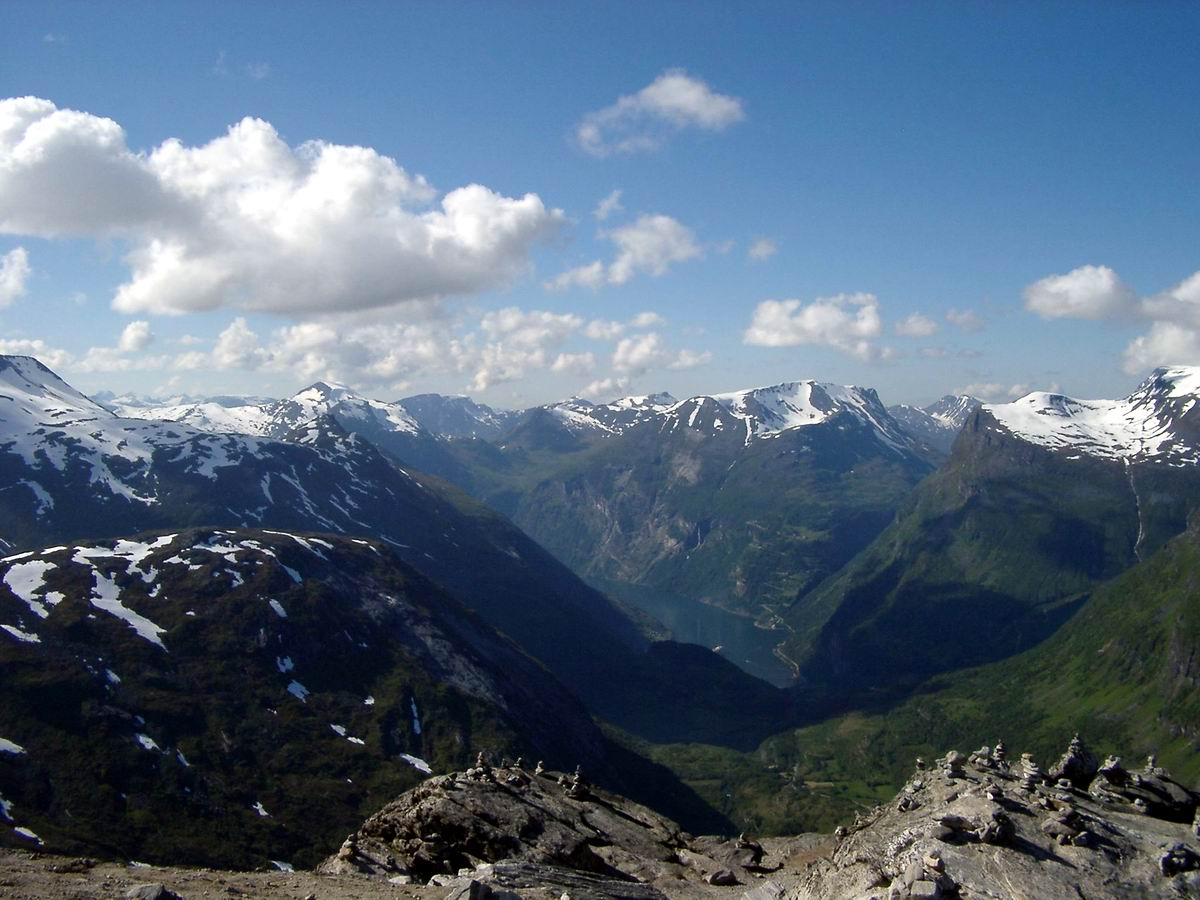
Vue de Geiranger dans le Sunnmøre.

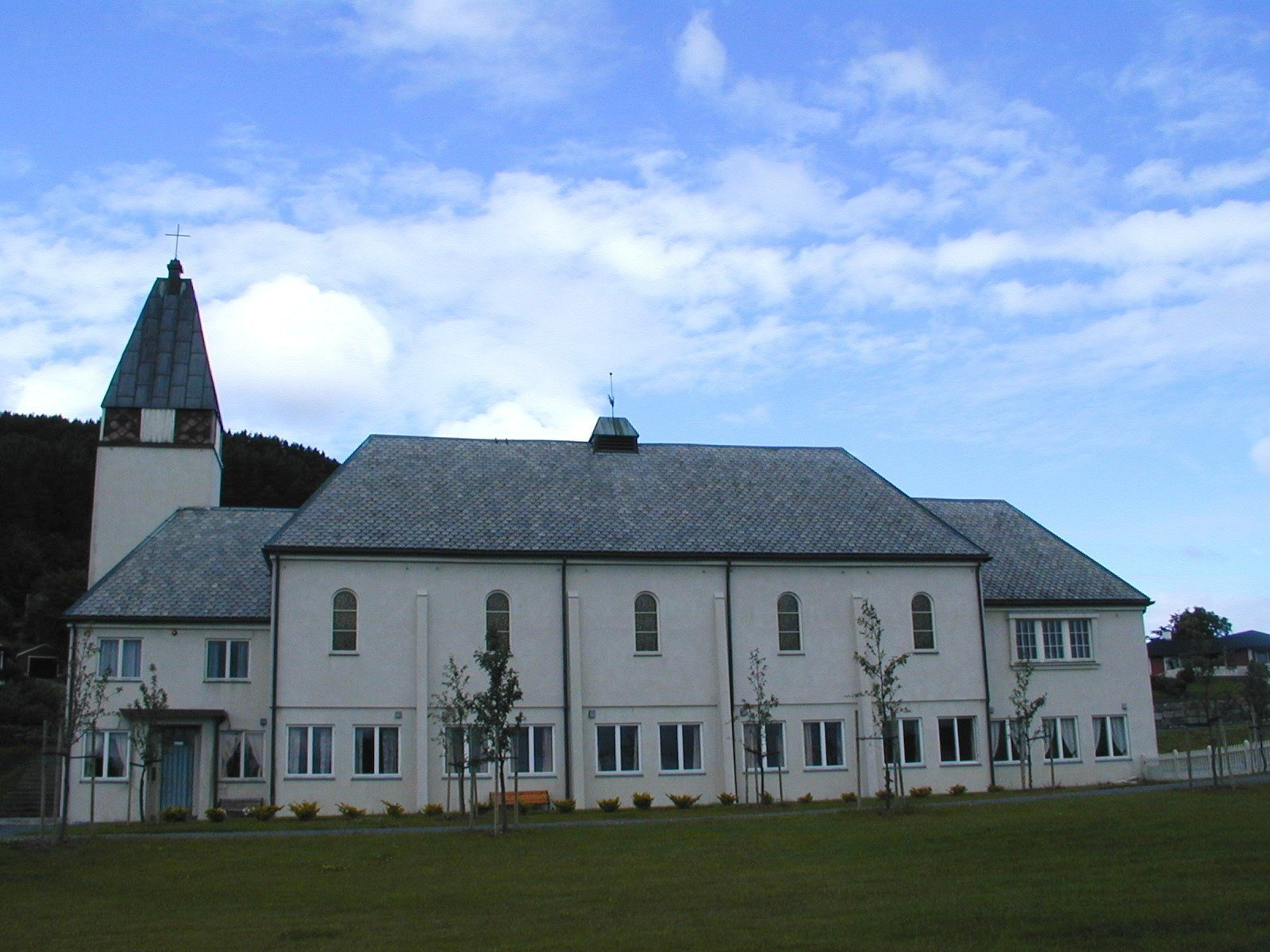
Église de Valderøy à Giske.

Le comté de Møre og Romsdal (Møre og Romsdal fylke en norvégien, anciennement appelé Raumsdalr) est un comté norvégien situé au centre-ouest du pays, au bord de la mer de Norvège. Il est voisin des comtés de Trøndelag, d'Innlandet et de Vestland. Son centre administratif se situe à Molde.

## Informations générales
Le comté est traditionnellement divisé en trois « pays » : le Nordmøre au nord, le Romsdal au centre et le Sunnmøre plus au sud. Ces trois régions tirent chacune leurs spécificités des relations qu’elles entretiennent avec l’extérieur : si par exemple les liens ont toujours été fort entre le Nordmøre et le Sør-Trøndelag, il en va de même pour le Romsdal et l’Oppland ainsi que pour le Sunnmøre et le Sogn og Fjordane. Cela se traduit par l’existence de dialectes assez différents de part et d’autre du comté.
D’un point de vue géographique, le Møre og Romsdal est entrecoupé de plusieurs fjords très profonds, et compte de nombreuses îles habitées.
Le comté doit une grande partie de sa prospérité au trafic maritime. Sa principale compagnie de ferries, la Møre og Romsdal Fylkesbåtar, existe depuis 1921.

## Communes
Le comté de Møre og Romsdal est subdivisé en 38 communes (Kommuner) au niveau local :

### Communes du Nordmøre
- Aure
- Averøy
- Eide
- Gjemnes
- Halsa
- Kristiansund
- Rindal
- Smøla
- Surnadal
- Sunndal
- Tingvoll

### Communes du Romsdal
- Aukra
- Fræna
- Midsund
- Molde
- Nesset
- Rauma
- Sandøy
- Vestnes

### Communes du Sunnmøre
- Ålesund
- Giske
- Haram
- Hareid
- Herøy
- Norddal
- Ørskog
- Ørsta
- Sande
- Skodje
- Stordal
- Stranda
- Sula
- Sykkylven
- Ulstein
- Vanylven
- Volda